# Задача Ґурси
Зада́ча Ґурси́ — різновид крайової задачі для гіперболічних рівнянь і систем 2-го порядку з двома незалежними змінними за даними на двох характеристичних кривих, які виходять з однієї точки.

## Історична довідка
Задачу названо на честь математика Е. Ґурси. В його «Курсі математичного аналізу» їй присвячено окремий параграф.

## Постановка задачі
Нехай на ділянці {\displaystyle \Omega } задано гіперболічне рівняння {\displaystyle u_{xy}=F(x,\,y,\,u,\,u_{x},\,u_{y})} та крайову умову.
Задача: знайти регулярний на ділянці {\displaystyle \Omega } і неперервний на замиканні {\displaystyle {\bar {\Omega }}} розв'язок за крайовою умовою.
У «Математичній енциклопедії» крайову умову сформульовано так:
{\displaystyle u(0,\,t)=\varphi (t),\;u(t,\,1)=\psi (t),\;\varphi (1)=\psi (0)}, де {\displaystyle \varphi } і {\displaystyle \psi } — задані неперервно диференційовні функції.
У підручнику Тихонова, Самарського її сформульовано дещо інакше:
{\displaystyle u(x,\,0)=\varphi _{1}(x),\;u(0,\,y)=\varphi _{2}(y)}, де {\displaystyle \varphi _{1}} і {\displaystyle \varphi _{2}} задовольняють умови спряження та диференційовності.
Легко бачити, що це задача з даними на характеристиках рівняння. Вона примітна тим, що для задання розв'язку достатньо двох функцій (порівн. з початково-крайовою задачею).
У «Курсі» Ґурси йдеться про загальніший випадок:
{\displaystyle u(x,\,\pi (x))=\varphi (x),\;u(\chi (y),\,y)=\psi (y)}

## Розв'язання

### Існування розв'язку
Якщо функція {\displaystyle F} неперервна для всіх {\displaystyle (x,\,y)\in {\bar {\Omega }}} і для будь-яких {\displaystyle u,\;p=u_{x},\;q=u_{y}} допускає похідні {\displaystyle F_{u},\;F_{p},\;F_{q}}, які за абсолютною величиною менші від деякого числа, то в ділянці {\displaystyle {\bar {\Omega }}} існує єдиний та стійкий розв'язок.

### Метод Рімана
Розглядають лінійний випадок. Початкове рівняння набуває вигляду {\displaystyle Lu\equiv u_{xy}+au_{x}+bu_{y}+cu=f}.
Вводять функцію Рімана {\displaystyle R(x,\,y;\;\xi ,\,\eta )}, яка однозначно визначається як розв'язок рівняння
{\displaystyle R_{xy}-(aR)_{x}-(bR)_{y}+cR=0},
що задовольняє умови
{\displaystyle R(\xi ,\,y;\;\xi ,\,\eta )=\exp \int \limits _{\eta }^{y}a(\xi ,\,t)dt}
{\displaystyle R(x,\,\eta ;\;\xi ,\eta )=\exp \int \limits _{\xi }^{x}b(t,\,\eta )dt}
де {\displaystyle (\xi ,\,\eta )\in \Omega } — довільна точка.
Розв'язок задачі Ґурси в лінійному випадку в «Енциклопедії» наведено при {\displaystyle \varphi =\psi \equiv 0}
{\displaystyle u(x,\,y)=\int \limits _{0}^{x}d\xi \int \limits _{1}^{y}R(\xi ,\,\eta ;\;x,\,y)f(x,y)d\eta }

### Метод послідовних наближень
Розглядають два випадки.
1. {\displaystyle F(x,\,y,\,u,\,u_{x},\,u_{y})=f(x,\,y)}
Послідовно інтегруючи початкове рівняння, отримують аналітичну формулу
{\displaystyle u(x,\,y)=\varphi _{1}(x)+\varphi _{2}(y)-\varphi _{1}(0)+\int \limits _{0}^{y}\int \limits _{0}^{x}f(\xi ,\,\eta )d\xi d\eta }
З неї випливає існування та єдиність розв'язку цієї задачі.
2. {\displaystyle F(x,\,y,\,u,\,u_{x},\,u_{y})=au_{x}+bu_{y}+cu+f}
Початкове рівняння перетворюють на інтегро-диференціальне рівняння
{\displaystyle u(x,\,y)=\int \limits _{0}^{y}\int \limits _{0}^{x}\left[au_{\xi }+bu_{\eta }+cu\right]d\xi d\eta +\varphi _{1}(x)+\varphi _{2}(y)-\varphi _{1}(0)+\int \limits _{0}^{y}\int \limits _{0}^{x}f(\xi ,\,\eta )d\xi d\eta }
Це рівняння розв'язують методом послідовних наближень. Нульове наближення {\displaystyle u_{0}(x,\,y)=0} підставляють у інтегро-диференціальне рівняння. Результат приймають за перше наближення, яке в свою чергу підставляють у інтегро-диференціальне рівняння і т. д. Так виходить нескінченна послідовність {\displaystyle \left\{u_{n}(x,\,y)\right\}}. Далі доводять збіжність цієї послідовності і знаходять її границю {\displaystyle u(x,\,y)=\lim _{n\to \infty }u_{n}(x,\,y)}. Ця границя і є розв'язком задачі.